# Разуваев (хутор)
Разуваев — хутор в Ольховском районе Волгоградской области, в составе Киреевского сельского поселения.
Население — 79 чел. (2010)

## История
Основан как хутор станицы Островской Усть-Медведицкого округа Земли Войска Донского (с 1870 — Область Войска Донского). В 1859 году на хуторе проживали 150 душ мужского и 170 женского пола. Согласно переписи 1873 года на хуторе проживали 186 мужчин и 197 женщин, в хозяйствах жителей насчитывалось 135 лошадей, 156 пар волов, 444 головы прочего рогатого скота и 1550 овец. Согласно переписи населения 1897 года на хуторе проживало 328 мужчин и 376 женщин, из них грамотных — 163 мужчины и 27 женщин.
Согласно алфавитному списку населённых мест Области Войска Донского 1915 года на хуторе имелось хуторское правление, одноклассное приходское училище,  водяная и ветряная мельницы, земельный надел составлял 5617 десятин, проживало 350 мужчин и 360 женщина.
С 1928 года — в составе Ольховского района Камышинского округа (округ ликвидирован в 1934 году) Нижневолжского края (Киреевский сельсовет передан из Арчединско-Чернушинской волости Усть-Медведицкого округа Сталинградской губернии), с 1935 года — Сталинградского края (с 1936 года — Сталинградской области, с 1961 года — Волгоградской области).

## Общая физико-географическая характеристика
Село находится в степной местности, на реке Ольховке, в пределах Доно-Медведицкой гряды Приволжской возвышенности, на высоте около 90 метров над уровнем моря. Почвы тёмно-каштановые.
По автомобильным дорогам расстояние до областного центра города Волгоград — 180 км, до районного центра села Ольховка — 16 км.
Часовой пояс
Разуваев, как и вся Волгоградская область, находится в часовой зоне МСК (московское время). Смещение применяемого времени относительно UTC составляет +3:00.

## Население
Динамика численности населения
| 1859 | 1873 | 1897 | 1915 | 1987 | 2002 |
| ---- | ---- | ---- | ---- | ---- | ---- |
| 320  | 383  | 704  | 710  | ≈160 | 151  |

| 2010 |
| ---- |
| 79   |